# Торд Асле Ґ'єрдален
Торд Асле Ґ'єрдален (норв. Tord Asle Gjerdalen; нар. 3 серпня 1983) — норвезький лижник, чемпіон світу. 

## Кар'єра
Торд Асле почав брати участь у змаганнях кубка світу у 2004. Чемпіоном світу він став у складі збірної Норвегії в естафетній гонці на чемпіонаті 2011 у Гольменколлені. На тому ж чемпіонаті він фінішував третім у гонці на 50 км вільним стилем. 

## Результати на Чемпіонатах світу[2]

### Індивідуальний залік
- 2 подіуми (2 WC)

| № | Сезон   | Дата            | Місце проведення     | Гонка                        | Рівень змагань | Місце |
| - | ------- | --------------- | -------------------- | ---------------------------- | -------------- | ----- |
| 1 | 2007–08 | 23 лютого 2008  | Луґнет Фалун, Швеція | 15 км + 15 км Переслідування | Кубок світу    | 2     |
| 2 | 2007–08 | 14 березня 2008 | Борміо, Італія       | 3.3 км Індивідуальна         | Кубок світу    | 2     |

### Командний залік
- 1 перемога – (1 RL)
- 6 подіумів – (6 RL)

| № | Сезон   | Дата              | Місце проведення               | Гонка              | Рівень змагань | Місце | Команда                            |
| - | ------- | ----------------- | ------------------------------ | ------------------ | -------------- | ----- | ---------------------------------- |
| 1 | 2005–06 | 15 січня 2006     | Лаґо-ді-Тезеро, Тезеро, Італія | 4 × 10 км Естафета | Кубок світу    | 3     | Г'єльмесет / Свартедаль / Гофстад  |
| 2 | 2007–08 | 25 листопада 2007 | Бейтостелен, Норвегія          | 4 × 10 км Естафета | Кубок світу    | 2     | Рьоннінґ / Г'єльмесет / Ейліфсен   |
| 3 | 2007–08 | 24 лютого 2008    | Фалун, Швеція                  | 4 × 10 км Естафета | Кубок світу    | 2     | Свартедаль / Г'єльмесет / Естенсен |
| 4 | 2008–09 | 7 грудня 2008     | Ла-Клюза, Франція              | 4 × 10 км Естафета | Кубок світу    | 1     | Гетланд / Сунбю / Нуртуґ           |
| 5 | 2009–10 | 7 березня 2010    | Лагті, Finland                 | 4 × 10 km Естафета | Кубок світу    | 2     | Рьоннінґ / Сунбю / Еліассен        |
| 6 | 2010–11 | 19 грудня 2010    | Ла-Клюза, Франція              | 4 × 10 км Естафета | Кубок світу    | 2     | Рьоннінґ / Сунбю / Нуртуґ          |